# Fritzi – Eine Wendewundergeschichte
Fritzi – Eine Wendewundergeschichte (englischer Titel: Fritzi: A Revolutionary Tale) ist ein deutsch-luxemburgisch-belgisch-tschechischer Animationsfilm über die Friedliche Revolution im Herbst 1989 aus dem Blickwinkel eines Kindes. Der Film feierte am 30. September 2019 beim belgischen Festival du Film Francophone de Namur seine Weltpremiere. Weltkino Filmverleih brachte den Film am 9. Oktober 2019 in die deutschen Kinos. Der Film basiert auf dem Kinderbuch Fritzi war dabei von Hanna Schott, illustriert von Gerda Raidt, das 2009 im Leipziger Verlag Klett Kinderbuch erschien. Der Film wurde von den Trickfilmstudios Balance Film, Trickstudio Lutterbeck, Maur Film in Koproduktion erstellt. Das österreichische Trickfilmstudio Neuer Österreichischer Trickfilm steuerte große Teile des Storyboards bei.

## Handlung
Sommer 1989 in Leipzig, DDR. Die zwölfjährige Fritzi verspricht ihrer besten Freundin Sophie auf deren Hund Sputnik aufzupassen. Sophie macht mit ihrer Mutter Kati zwei Wochen Urlaub in Ungarn und der kleine Terrier darf nicht mit. Doch nach Ablauf der Ferien ist Sophie immer noch nicht zurück und Fritzi erfährt, dass sie mit ihrer Mutter in den Westen geflohen ist. Weil Sputnik seine Besitzerin so sehr vermisst, beschließt Fritzi, ihrer Freundin den Hund zurückzubringen. Während eines Klassenausflugs in Grenznähe will sie ihn über die Grenze schmuggeln. Ihr Plan hat weitreichende Folgen und Fritzi gerät mitten hinein in die Friedliche Revolution, die das Land für immer verändert.
Für den ersten Animationsfilm, der die Wende und friedliche Revolution in der DDR aus dem Blickwinkel eines Kindes darstellt, ließen die Animatoren Leipzig im Jahr 1989 detailgetreu wieder auferstehen. Mit Originaltonaufnahmen von den Montagsdemonstrationen 1989/1990 in der DDR gibt der Film authentisch die Atmosphäre des Umbruchs in der DDR wieder und spricht damit nicht nur Kinder an.

## Synchronisation
Die deutsche Synchronisation entstand bei der Lavendelfilm GmbH in Potsdam nach einem Dialogbuch von Nadine Geist und der Dialogregie von Heide Bartholomäus.
| Synchronsprecher          | Rolle          |
| ------------------------- | -------------- |
| Naomi Hadad               | Fritzi         |
| Ben Hadad                 | Bela           |
| Jördis Triebel            | Julia          |
| Jonas Schmidt-Foß         | Benni          |
| Katharina Lopinski        | Frau Liesegang |
| Winfried Glatzeder        | Stasioffizier  |
| Peter Flechtner           | Klaus          |
| Amelie Sophie von Redecke | Sophie         |
| Jan Treviño Kräling       | Hanno          |

## Rezeption
Die Form der Animation sei nicht unbedingt das erste Mittel der Wahl, um einen historischen Stoff zu erzählen, schrieb Katrin Hoffmann bei epd Film. Aber gerade deswegen sei der Rückblick so spannend und authentisch gelungen. Fritzi sei „im besten Sinne ein Vorbild für die heutige Zeit“, weil es den Regisseuren gelinge, eine visuelle Ästhetik als Brücke zwischen einst und jetzt zu schaffen und den Ruf „Wir sind das Volk“ den friedlich Protestierenden zurückzugeben, denen sie gehören. „Gleichzeitig machen sie der heutigen jungen Generation Mut, sich weiterhin an den Freitagsdemonstrationen der Umweltbewegung zu engagieren.“
In der Berliner Morgenpost beschrieb Ralf Krämer den Film als eher niedlich als realistisch. Die Zuschauer seien besser beraten, „nicht jedes Wort auf die Goldwaage zu legen und jede Handlung zu hinterfragen“. Die bisweilen gezwungen wirkende kindliche Perspektive mache sich zu angreifbar, zu didaktisch wirke das einmontierte Realfilm-Archivmaterial. Es bleibe der „Eindruck eines recht reißbrettartig hingeworfenen Jubiläumsbeitrags und schön anzusehende, sorgfältig gestaltete Bilder einer gerade mal 30 Jahre zurückliegenden, aber geradezu unwirklich fern wirkenden Zeit“.
Im Zusammenhang mit der Filmpremiere ging Deutschlandfunk Kultur der Frage nach, warum Kinder kaum noch etwas über die friedliche Revolution und die Zeit der Wende wissen, und verwies auf Berlin, wo Geschichte als eigenständiges Unterrichtsfach in Sekundarschulen abgeschafft wurde. Selbst an Gymnasien könne es vorkommen, dass Jugendliche die Schule verlassen, ohne den Stoff im Unterricht behandelt zu haben, berichtete der Vorsitzende des Geschichtslehrerverbandes. Die Berliner Bildungsverwaltung berief sich darauf, dass die Friedliche Revolution ein Querschnittsthema sei. Wer in Deutsch Christa Wolf lese, beschäftige sich automatisch mit der Friedlichen Revolution. Dafür brauche es kein Extrafach Geschichte.
Die Deutsche Film- und Medienbewertung (FBW) in Wiesbaden verlieh dem Film das Prädikat „besonders wertvoll“.

## Auszeichnungen
- 2020: Preis der deutschen Filmkritik – Bester Kinderfilm (Ralf Kukula, Matthias Bruhn)
- 2020 „Rauchfrei-Siegel 2020“,  verliehen durch die Stiftung Deutsche Krebshilfe und dem Aktionsbündnis Nichtrauchen (ABNR) mit der Würdigung: „Der Film verzichtet bewusst auf rauchende Charaktere und hat somit Vorbildfunktion insbesondere für junge Menschen.“ Die Auszeichnung erhielten stellvertretend die Regisseure Ralf Kukula und Matthias Bruhn.[12]
- 2020: Nominierung für den Deutschen Filmpreis – Bester Kinderfilm (Ralf Kukula, Matthias Bruhn)[13]
- 2020: Preis des MDR Rundfunkrates für das beste Drehbuch beim 28. Kindermedienfestival Goldener Spatz in Erfurt - Bestes Drehbuch (Beate Völcker, Péter Palátsik [Co-Autor]).[14]
- 2020: Kindertiger Drehbuchpreis 2020 - Bestes Drehbuch (Beate Völcker, Péter Palátsik [Co-Autor]).[15][16]